# Feuerwaffe

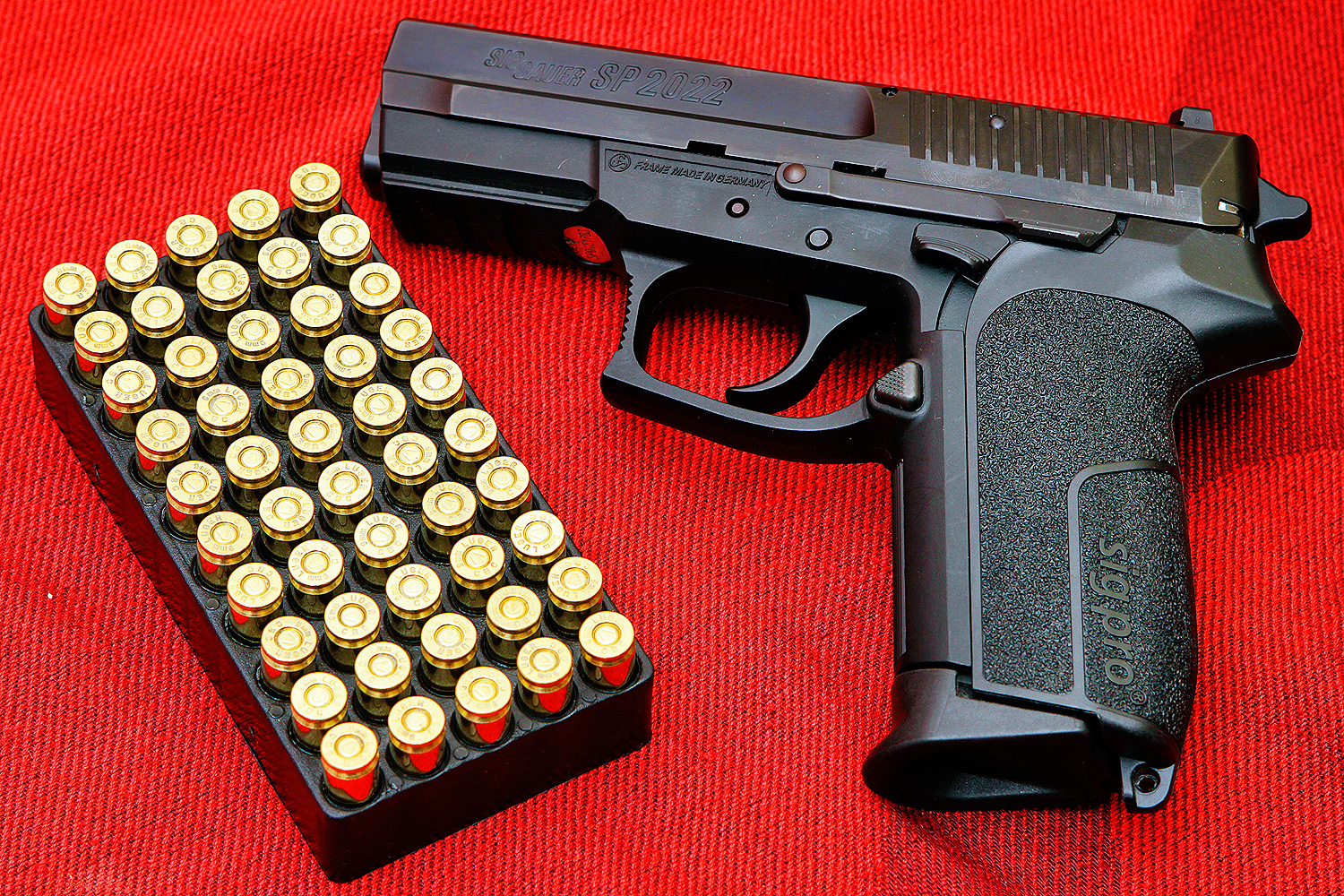
SIG Pro Selbstladepistole

Feuerwaffe ist ein Begriff zur Typologie von Waffen nach unterschiedlichen Kriterien und Legaldefinitionen. Eingeordnet werden damit Feuerwaffen als Schusswaffen, bei denen ein Projektil mittels sich schnell ausdehnender heißer Gase, erzeugt durch Verbrennung eines entsprechenden pyrotechnischen Treibmittels (Schwarzpulver, Schießpulver, Sprengstoff etc.), durch oder aus einem Rohr oder Lauf getrieben wird. Das Spektrum an Feuerwaffen reicht von der Faustfeuerwaffe bis zu den Geschützen der schweren Artillerie. Nach den Definitionen der Physik zählen sie damit zu den thermischen Kraftkolbenmaschinen aus der Gruppe der Fluidenergiemaschinen. Aus waffentechnischer Sicht werden sie hauptsächlich in drei Gruppen betrachtet: Geschütz, Granatwaffe und Handfeuerwaffe. Sie dienen als Werkzeug in der Jagd, als Kriegswaffen, Selbstverteidigungsmittel und auch als Sportwaffe. Darüber hinaus haben sie, wie andere Waffen auch, zum Teil eine kulturelle Bedeutung.

## Definition
Feuerwaffen sind u. a. durch das deutsche Waffengesetz wie folgt definiert und der Erwerb und/oder Besitz wird wegen des von Feuerwaffen ausgehenden Gefahrenpotentials in allen Staaten der EU und den meisten Staaten der Welt kontrolliert oder reglementiert:

„2.1 Feuerwaffen; dies sind Schusswaffen nach Nummer 1.1, bei denen ein Geschoss mittels
heißer Gase durch einen oder aus einem Lauf getrieben wird.“

In der Jägersprache stehen Feuerwaffen den sogenannten „kalten Waffen“ auch Blankwaffen (z. B. Messer) gegenüber.

## Geschichte
Die älteste bekannte Feuerwaffe ist die Heilongjiang-Büchse aus China, die spätestens vor 1290 angefertigt wurde. Die ersten, unsicheren Hinweise auf den Gebrauch von Geschützen in Europa stammen aus dem 13. Jahrhundert. Gesichert kamen Feuerwaffen in Europa kurz nach der Entwicklung des Schwarzpulvers ab 1324 mit dem pot de fer in Metz zum Einsatz. Bereits 1326 erwähnt Walter de Milemete die Verwendung von Schwarzpulver in Vasengeschützen des englischen Königs Eduard II. in einer Denkschrift für dessen Sohn, den späteren König Eduard III. Der erste nachweisbare Einsatz von Feuerwaffen in Deutschland fand während der Eltzer Fehde von 1331 bis 1336 mit Pfeilbüchsen statt. Zunächst kamen Feuerwaffen aber vor allem in statischen Situationen zum Einsatz, vorwiegend bei der Verteidigung von Festungen oder bei ihren Belagerungen. Hauptsächlicher Grund dafür war, dass der Transport von Feldgeschützen aufgrund ihrer schieren Größe und ihres Gewichts im Mittelalter sehr aufwändig war. Auch waren vor allem für die kleineren Herrschaftsträger die für die neue Waffentechnologie erforderlichen Spezialisten und die dafür nötige Infrastruktur kaum leistbar. Bald aber wurden die Waffen leichter (Handrohr) oder durch Montage auf Lafetten mobiler und führten zu einer völlig neuen Art der Kriegsführung. War vor der Einführung der Feuerwaffen der persönliche Kampf Mann gegen Mann entscheidend, so ermöglichte die Fernwirkung dieser Waffen völlig neue Taktiken.

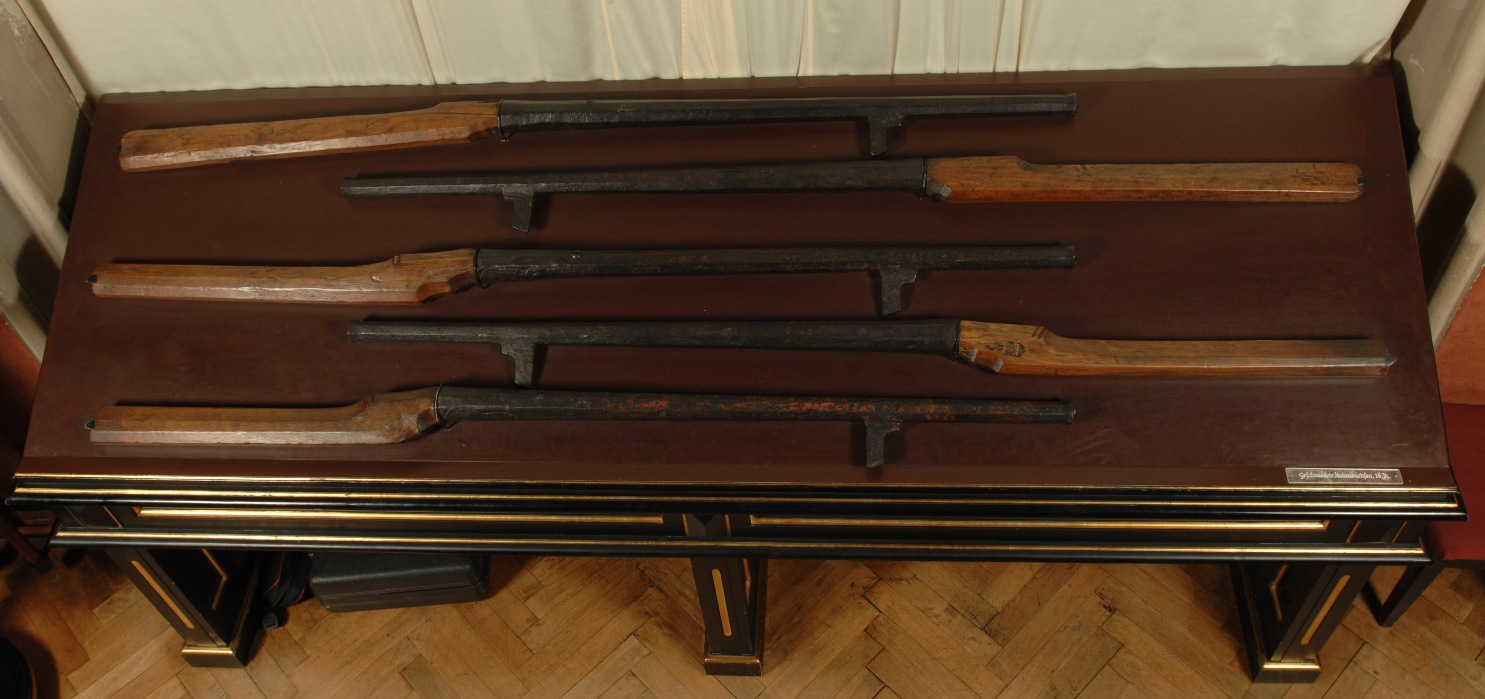
Geschmiedete Hakenbüchsen, 16. Jh. (Heeresgeschichtliches Museum, Wien)

In der weiteren technischen Entwicklung der Feuerwaffen wurde das glatte Rohr weitgehend durch den gezogenen Lauf verdrängt, was zu einer erhöhten Treffsicherheit führte. Der Vorderlader wurde durch den Hinterlader ersetzt, was in einer schnelleren Schussfolge resultierte sowie die Möglichkeit bot, die Waffe auch im Liegen zu laden. Schon Mitte des 19. Jahrhunderts führte die Erfindung der Einheitspatrone und des Zündnadelgewehres, noch unter Verwendung von Schwarzpulver, zu einer noch schnelleren Schussfolge. Die Entwicklung rauchschwacher Pulver auf der Basis der Cellulosenitrate ermöglichte auf Grund höherer und steuerbarer Drücke und geringer Rauchentwicklung, im Vergleich zum Schwarzpulver, die Konstruktion von Feuerwaffen zur Verwendung von Patronenmunition und somit auch zu einer breiteren Kaliberpalette.